# موزه میراث هنگ کنگ
موزه میراث هنگ کنگ یک موزه تاریخ، هنر و فرهنگ در شا تین، هنگ کنگ می‌باشد که در کنار رودخانه شینگ مون واقع شده است. این موزه در ۱۶ دسامبر ۲۰۰۰ افتتاح شده و توسط اداره اوقات فراغت و خدمات فرهنگی دولت هنگ کنگ مدیریت می‌شود. شش نمایشگاه دائمی و نمایشگاه‌های موقت اصلی توسط شرکت طراحی Reich+Petch همراه با منابع فرهنگی لرد طراحی شده‌اند.
ساختمان موزه بزرگ‌ترین ساختمان هنگ کنگ است و می‌تواند تا ۶۰۰۰ بازدید کننده را در خود جای دهد.

## امکانات

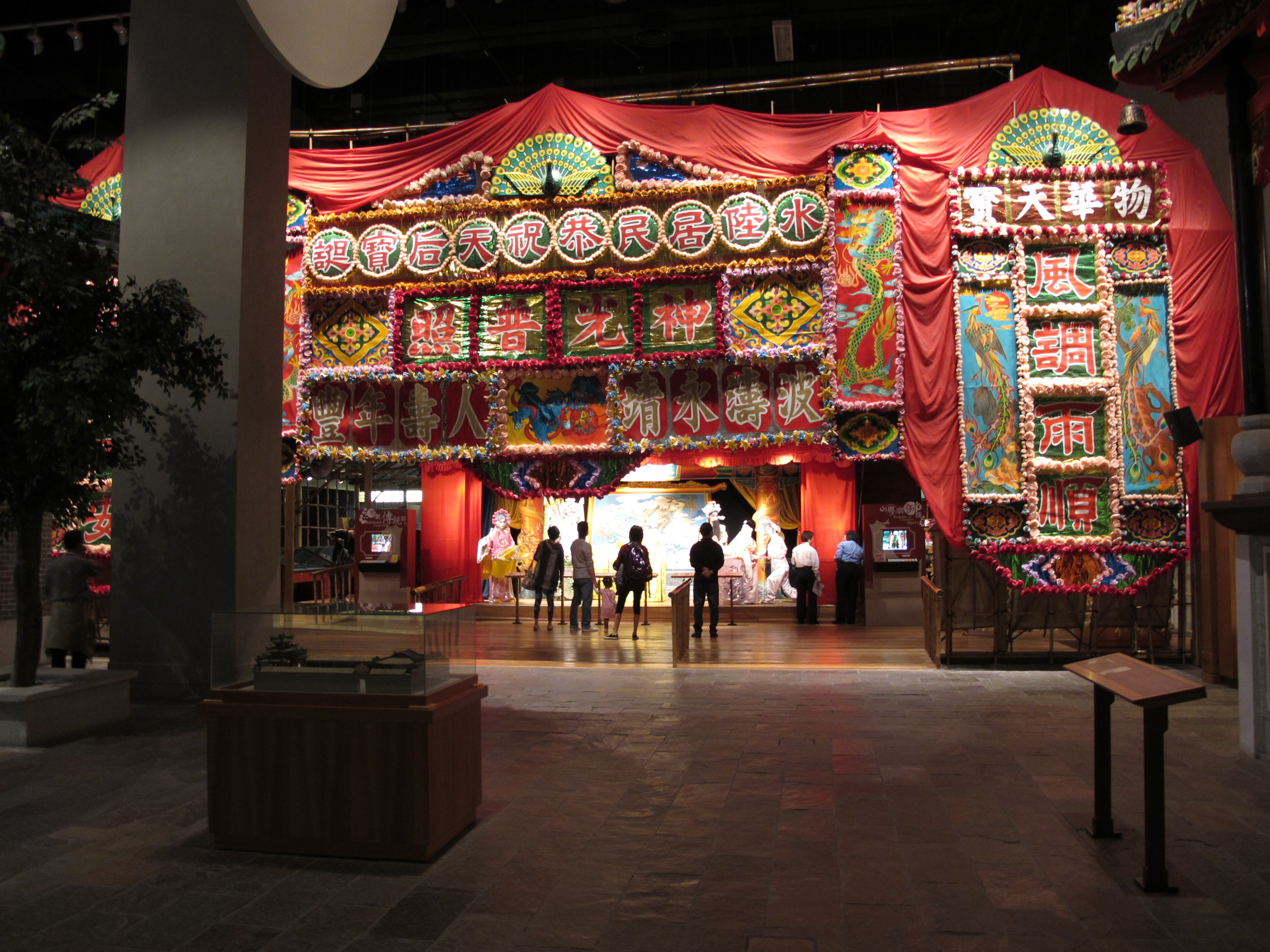
تالار میراث اپرای کانتونی

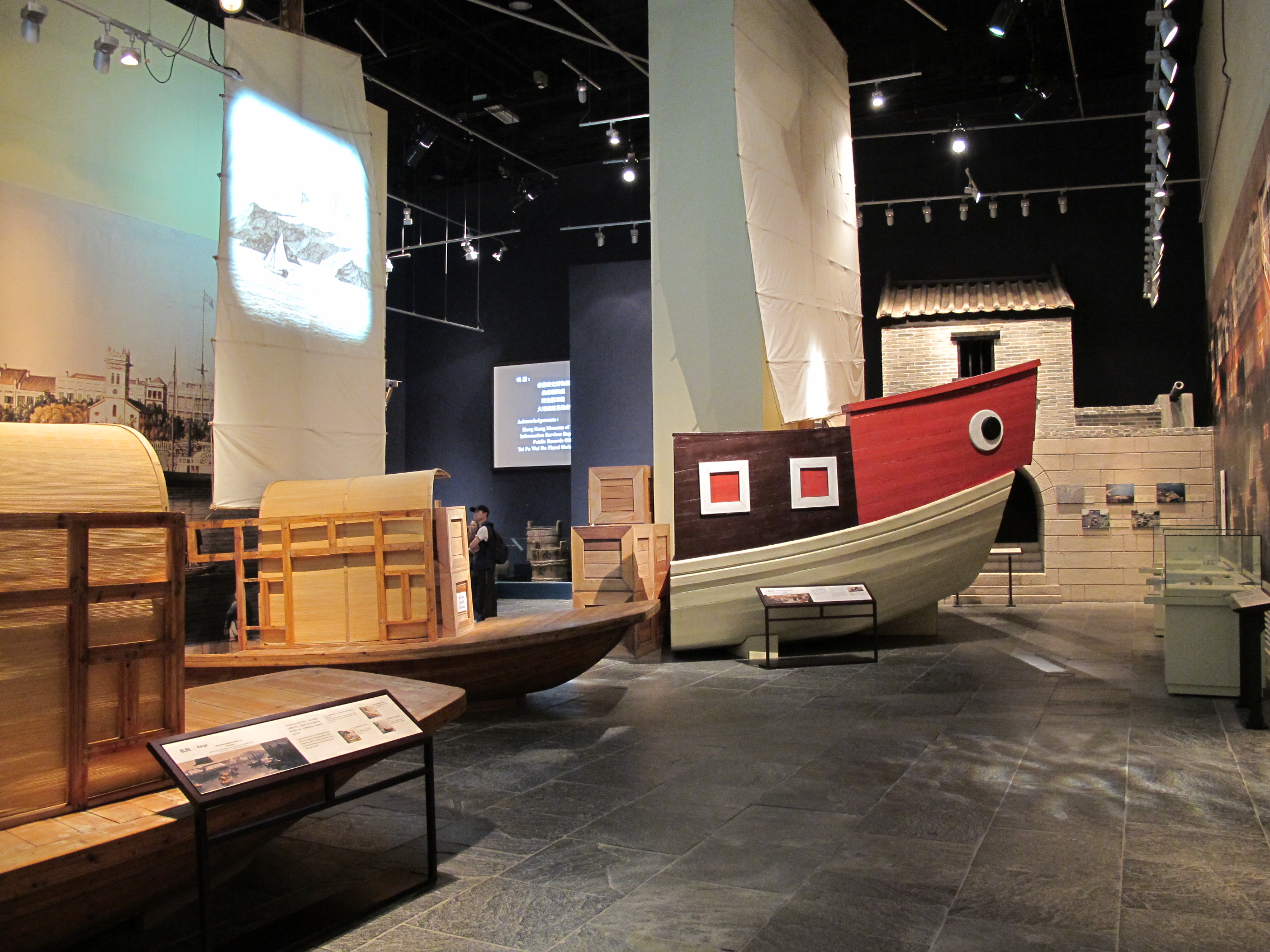
تالار میراث مناطق جدید

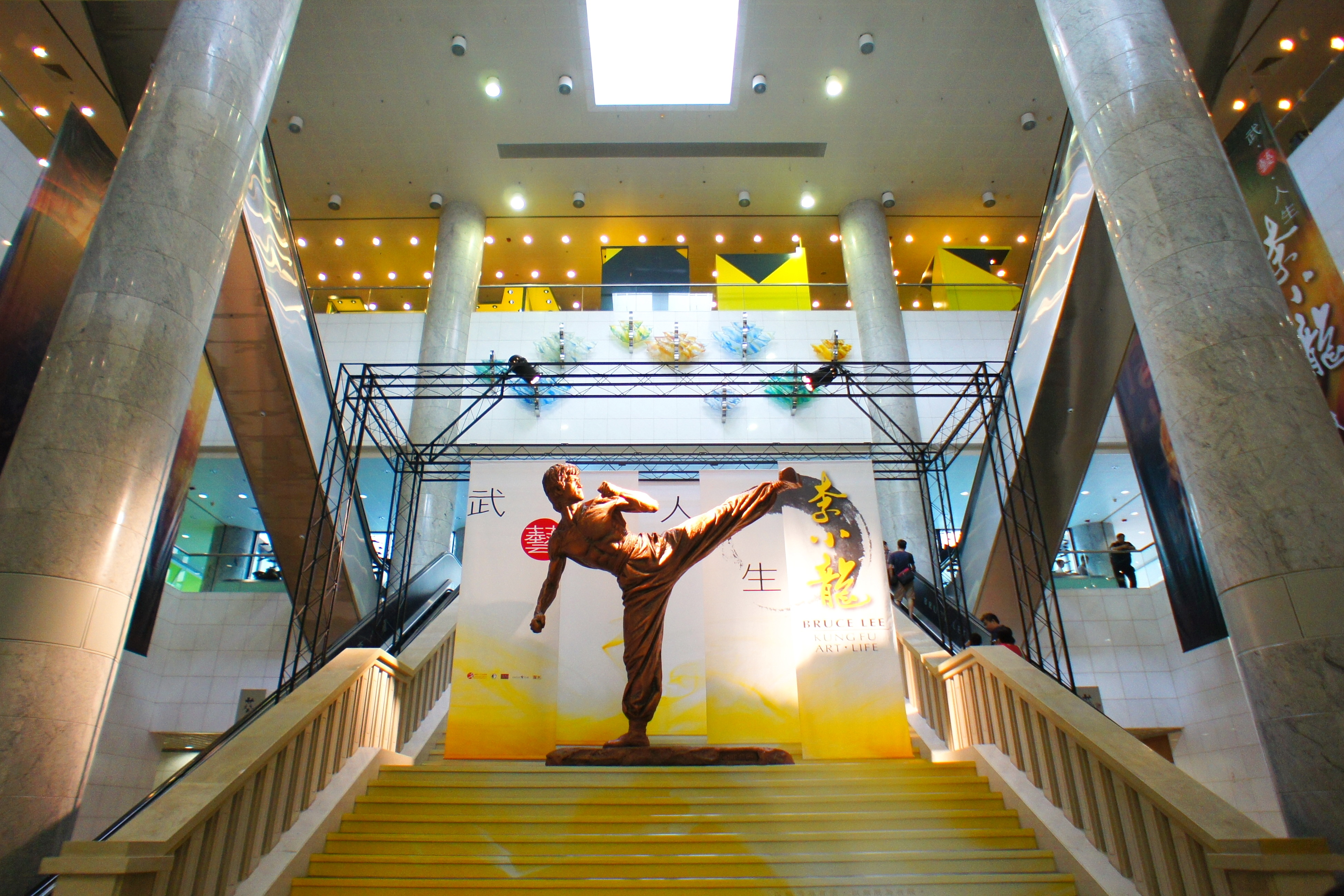
بروس لی -کونگ فو‧هنر‧نمایشگاه زندگی

این موزه برای ارائه نمایشگاه‌های جامع در زمینه تاریخ، هنر و فرهنگ طراحی شده است. موزه تعدادی نمایشگاه و برنامه تعاملی دارد. همچنین دارای یک کافه و فروشگاه می‌باشد. شش گالری نمایشگاه دائمی برای نمایش مجموعه آثار موزه و شش گالری موضوعی برای نمایشگاه‌های موقت وجود دارد.

## موزه‌های مرتبط
این موزه دارای سه موزه مرتبط است:
- موزه راه‌آهن هنگ کنگ (بازار تای پو، منطقه تای پو)
- موزه سام تونگ انگلستان (در دهکده ای با دیوار سابق هاکا، تسوئن وان، منطقه تسوئن وان)
- موزه مردمی Sheung Yiu (در دهکده Hakka سابق، Sheung Yiu، منطقه Sai Kung)

## حمل و نقل
برای تردد به این موزه خطوط اتوبوس متعددی ارائه می‌شود. همچنین در چند قدمی آن چندین ایستگاه راه‌آهن MTR قرار دارد:
- خط راه‌آهن شرق: ۱۵ دقیقه پیاده تا ایستگاه تای وای یا شا تین فاصله دارد
- خط توئن ما: ۵ دقیقه پیاده‌روی از طریق رودخانه از ایستگاه معبد چه کونگ فاصله دارد

## نگارخانه

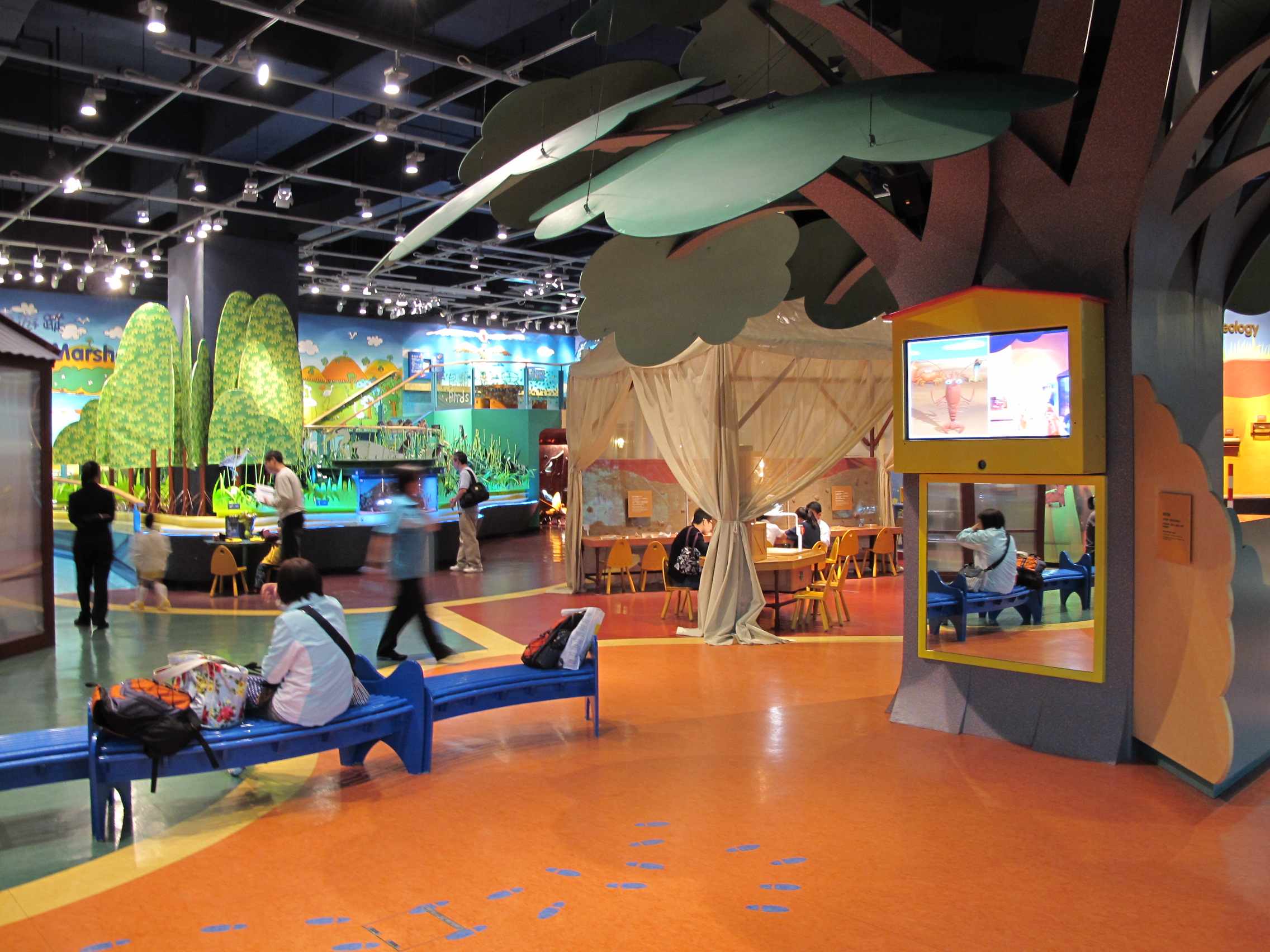
گالری کشف کودکان
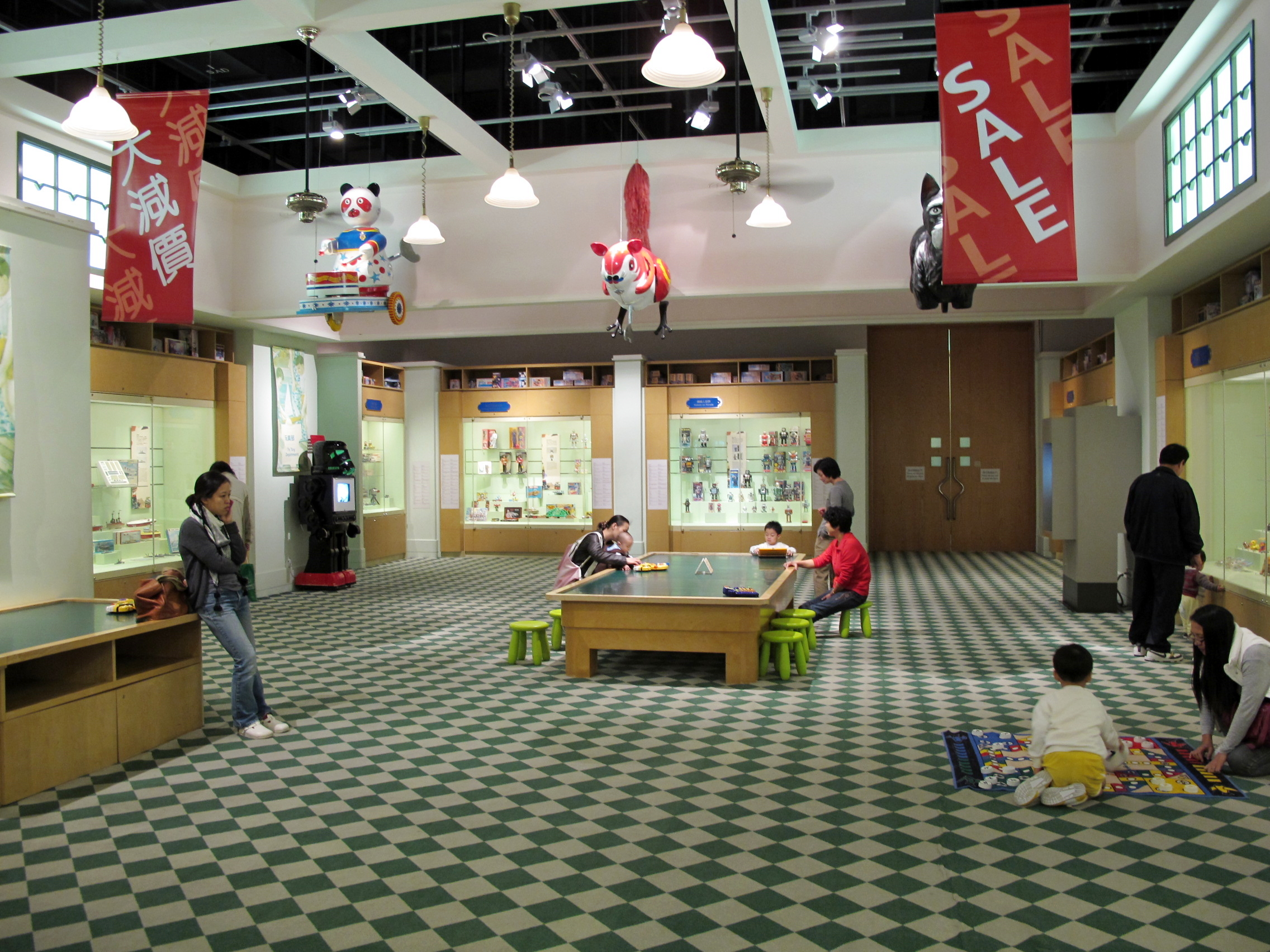
نمایشگاه اسباب بازی‌های قدیمی
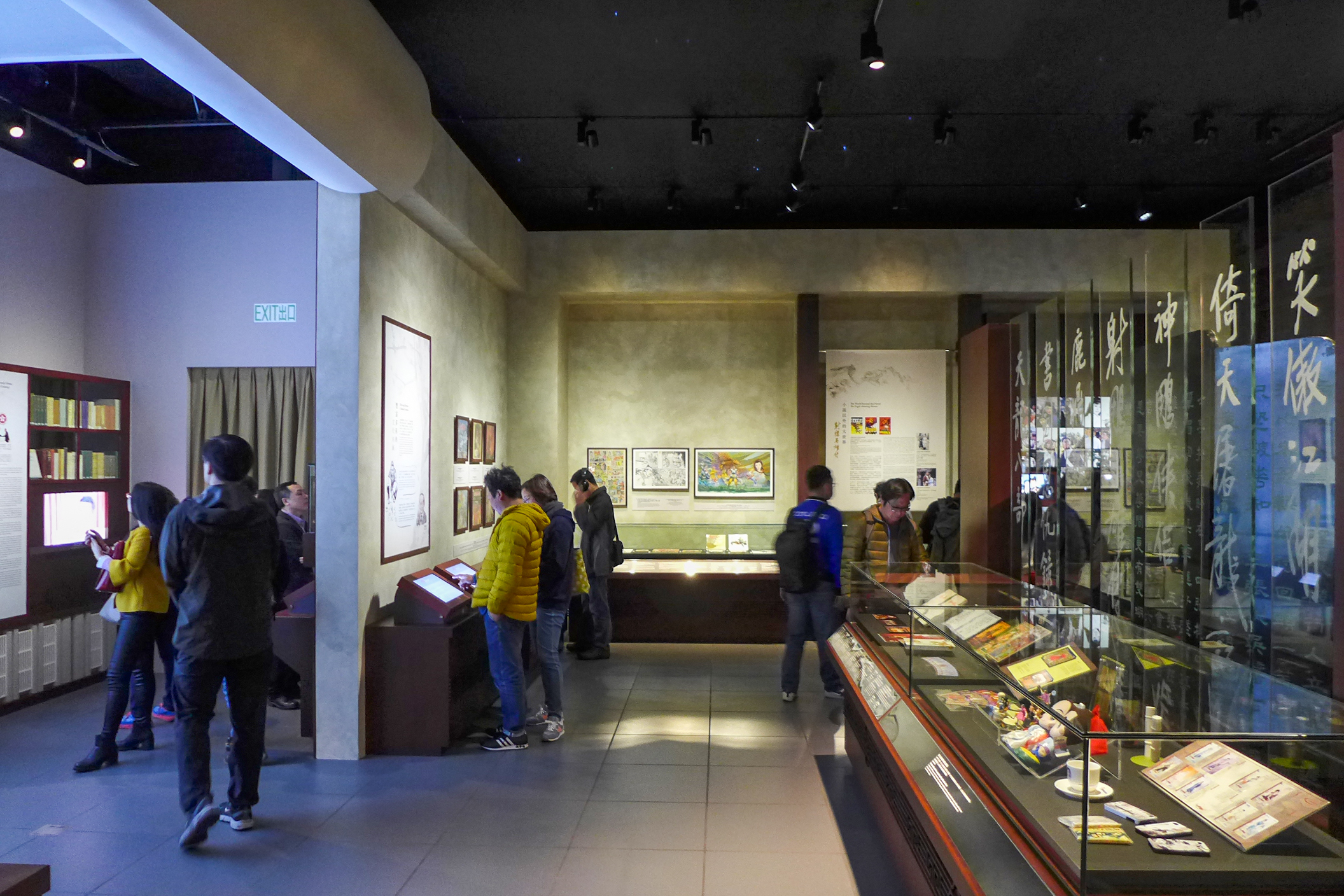
گالری جین یونگ
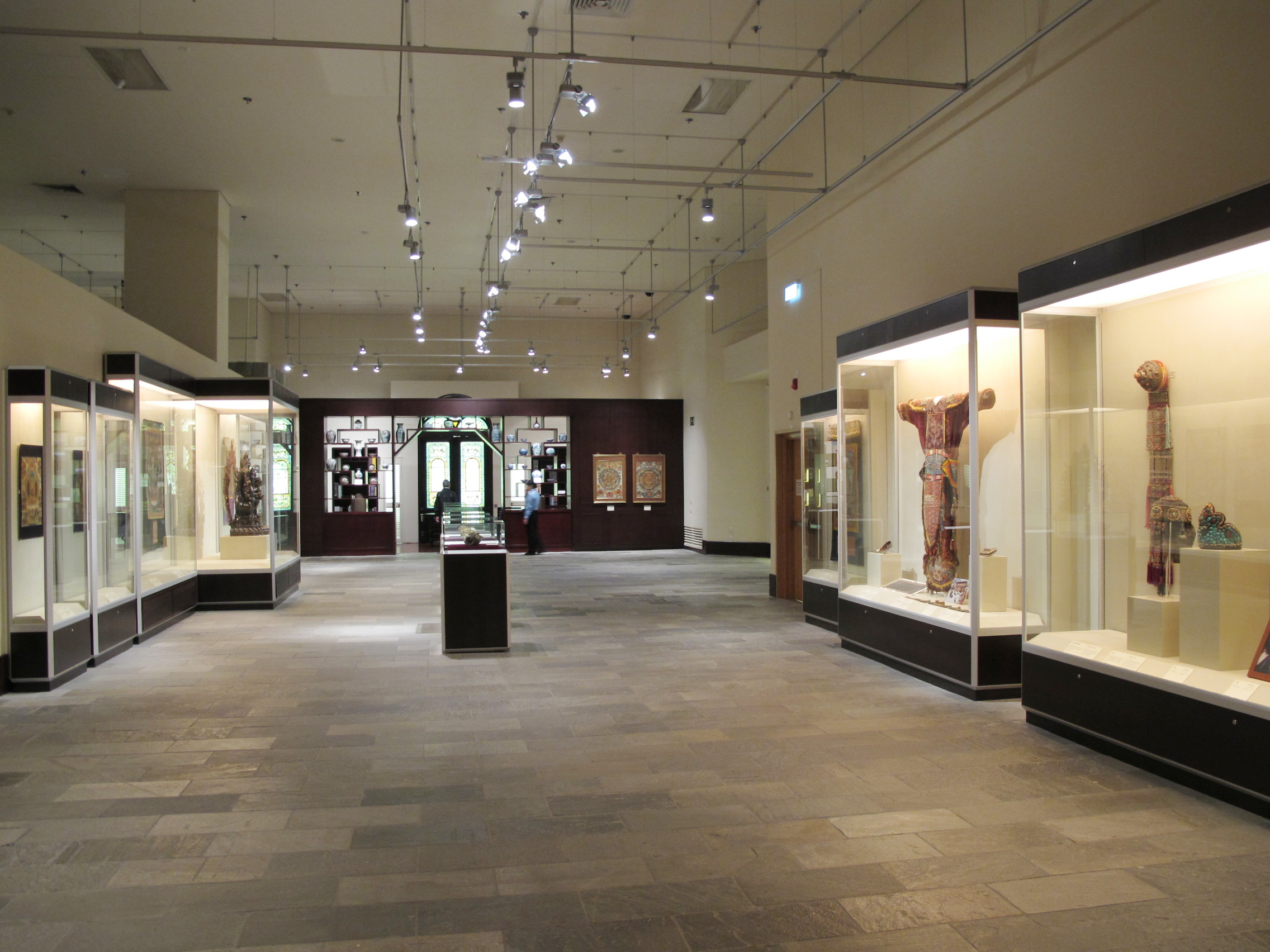
گالری هنر چینی TTTsui